# رؤبة بن العجاج
أبو الجحاف رؤبة بن عبد الله العجاج بن رؤبة بن لبيد بن صخر البصري التميمي السعدي (65  هـ/684  م- 145  هـ/762  م ) من رجاز الإسلام وفصائحهم وهو من مخضرمي الدولة الأموية والعباسية. كان رأسًا في اللغة، وكان أبوه قد سمع من أبي هريرة قال خلف الأحمر: سمعت رؤبة يقول: ما في القرآن أعرب من قوله تعالى: فاصدع بما تؤمر.

## نسبه
هو رؤبة بن العجاج بن رؤبة بن لبيد بن صخر بن كثيف بن عميرة بن حُنَي بن ربيعة بن سعد بن مالك بن سعد بن زيد مناة بن تميم بن مر السعدي التميمي.

## التسمية
ورؤبة بالهمز: قطعة من خشب يشعب بها الإناء. جمعها رئاب. والروبة بواو: خميرة اللبن. والروبة أيضا: قطعة من الليل.

## السيرة
نشأ في بادية البصرة ، وكان يأكل الفأر، فعوتب في ذلك، فقال: «هي أنظف من دواجنكم ودجاجكم اللائي يأكلن العذرة، وهل يأكل الفأر إلا نقي البر أو لباب الطعام» ولما مات قال الخليل: دفنا الشعر واللغة والفصاحة، وكان رؤبة مقيماً بالبصرة، فلما ظهر بها إبراهيم بن عبد الله بن الحسن وخرج على أبي جعفر المنصور وجرت الواقعة المشهورة، خاف رؤبة على نفسه وخرج إلى البادية ليتجنب الفتنة.

## رواية الحديث النبوي
روى عنه يحيى القطان، والنضر بن شميل، وأبو عبيدة وأبو زيد النحوي ، وطائفة، قال النسائي في رؤبة: ليس بالقوي. وقال غيره: توفي سنة خمس وأربعين ومائة.

## كتب في رؤبة
- دراسة لغوية في أراجيز رؤبة والعجاج. الدكتورة خولة الهلالي.
- نواصرة، راضي (2010). ديوان رؤبة بن العجاج - دراسة وتحقيق. دار وائل للطباعة والنشر والتوزيع. ص. 1264. ISBN:9789957118921.
- اللغة في أراجيز رؤبة بن العجاج. 1989. مؤرشف من الأصل في 2020-07-06.
- عبد الرحمن احمد جبريل (1962). اراجيز رؤبه بن العجاج. دار السويدى للنشر والتوزيع. مؤرشف من الأصل في 2020-07-06.

## روابط خارجيَّة
- رؤبة بن العجاج على موقع بوابة الشعراء
- رؤبة بن العجاج على موقع موسوعة الديوان الشعرية